# Armadilloniscus minutus
Armadilloniscus minutus är en kräftdjursart som beskrevs av Gustav Budde-Lund 1879. Armadilloniscus minutus ingår i släktet Armadilloniscus och familjen Detonidae. Inga underarter finns listade i Catalogue of Life.